# Павлюковка (Житомирская область)
Павлюковка (укр. Павлюківка) — село на Украине, находится в Овручском районе Житомирской области.
Код КОАТУУ — 1824282707. Население по переписи 2001 года составляет 207 человек. Почтовый индекс — 11163. Телефонный код — 4148. Занимает площадь 1,108 км².

## Адрес местного совета
11163, Житомирская область, Овручский р-н, с.Игнатполь, ул.Ленина, 9а